# Cephalaria sosnowskyi
Cephalaria sosnowskyi là một loài thực vật có hoa trong họ Kim ngân. Loài này được Kolak. mô tả khoa học đầu tiên năm 1941.